# St. Laurentius (Oberbrunn)

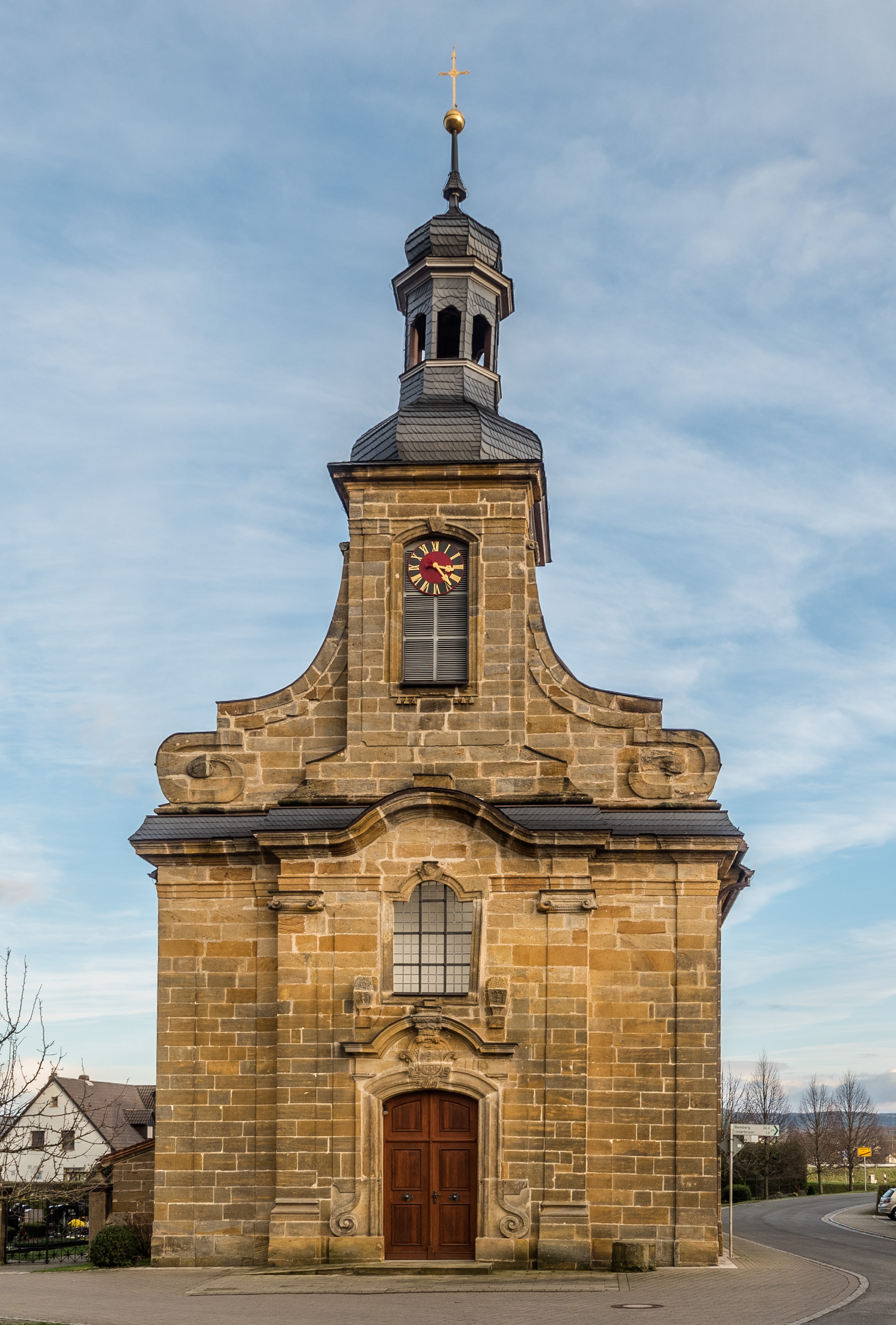
St. Laurentius in Oberbrunn

Die römisch-katholische Filialkirche St. Laurentius steht in Oberbrunn, einem Gemeindeteil des Marktes Ebensfeld im oberfränkischen Landkreis Lichtenfels. Die barocke Landkirche entstand Mitte des 18. Jahrhunderts nach Plänen von Johann Jakob Michael Küchel. Die Kirche gehört zur Ebensfelder Pfarrei Mariä Verkündigung im Seelsorgebereich Gottesgarten im Dekanat Coburg des Erzbistums Bamberg.

## Geschichte
Aufgrund vieler Eingaben gestattete 1720 das Bamberger Vikariat der Gemeinde Oberbrunn einen Ersatzneubau für die im Dreißigjährigen Krieg zerstörte Schlosskapelle. Nach ersten Verhandlungen der Gemeinde über den Kirchenbau im Jahr 1737 folgte 1743 die Grundsteinlegung für das Gotteshaus, das nach Plänen von Johann Jakob Michael Küchel durch die Staffelsteiner Maurermeister Johann König und Johann Thomas Nißler errichtet wurde. Im Herbst 1745 wurden die Bauarbeiten wegen Geldmangel eingestellt und erst 1750 beendet.
Der Main oberhalb von Bamberg bildete früher die Grenze zwischen den Bistümern Bamberg und Würzburg. Oberbrunn gehörte zum Hochstift Bamberg, der zuständige Pfarrer der Pfarrei Döringstadt unterstand aber dem Würzburger Bischof. Im Rahmen der Neueinteilung der bayerischen Diözesen wurde die Pfarrei 1808 dem Bistum Bamberg zugeordnet. Im Jahr 1812 kam Oberbrunn zur Pfarrei Ebensfeld.
Die Jahreszahl „1868“ in der Kartusche oberhalb des Chorbogenscheitels zeigt das Jahr einer Saaldeckenreparatur an. Eine Innenrenovierung fand 1960 statt.

## Baubeschreibung
Die geostete, barocke Landkirche steht am östlichen Ortsrand von Oberbrunn. Der Sandsteinbau hat eine Einturmfassade mit einem Dachreiter. Dort befindet sich in einem Mittelrisalit unten das Eingangsportal mit einer Kartusche mit dem bekrönten Wappenschild des Fürstbischofs Johann Philipp Anton von und zu Franckenstein. Darüber ist die Glockenstube, nicht in der verschieferten Laterne, die einen achteckigen Grundriss hat, sondern in der Giebelzone.
Der eingezogene Chor mit Dreiachtelschluss hat eine gerade Stirnwand, hinter der sich die Sakristei befindet, und ausgerundete, eingezogene Schrägwände. In den beiden seitlichen Wänden sitzt jeweils ein hochrechteckiges Fenster. Eine flache Putzdecke mit einem profilierten Kranzgesims und einem Triangel mit dem Auge Gottes überspannt den Chorraum. Ein runder Chorbogen verbindet den Chor mit dem Langhaus.
Eine Emporenachse und zwei Fensterachsen gliedern das Langhaus mit seinem Saalraum, der von vier großen Fenstern belichtet wird. Die Ecken sind gerundet. Zwei Spindeltreppen bilden den Zugang zur hölzernen Orgelempore. Das Satteldach des Langhauses ist mit Biberschwanzdachziegeln gedeckt.

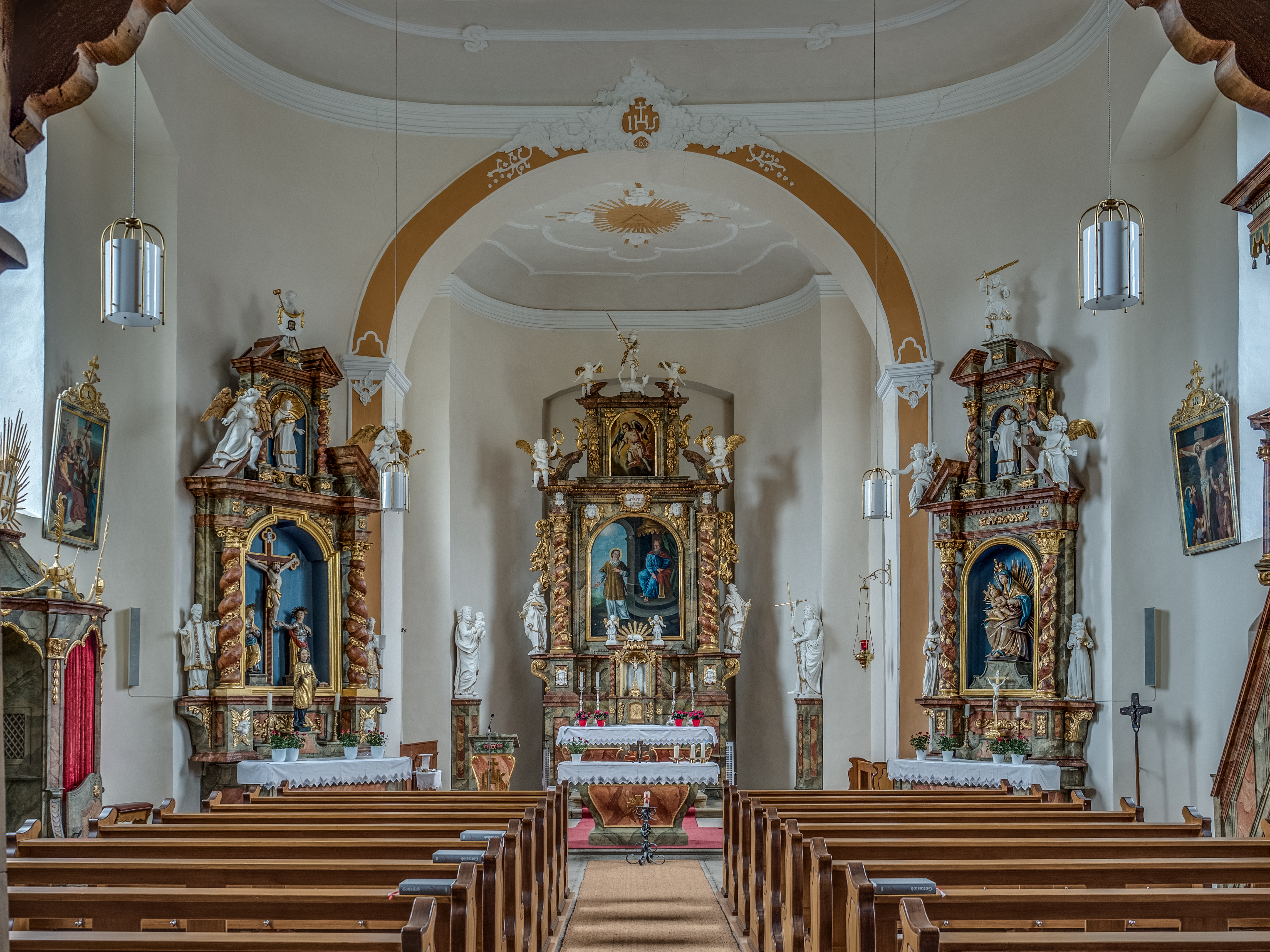
Innenraum

## Ausstattung
Der Hochaltar stammt aus der zweiten Hälfte des 17. Jahrhunderts. Er wurde für die Pfarrkirche Ebensfeld gefertigt und 1744 nach Oberbrunn abgegeben. Er hat einen marmorierten Holzaufbau. Das Altarblatt, um 1750 entstanden, zeigt den heiligen Laurentius vor dem Kaiser. Seitlich der gewundenen, weinumrankten Säulen korinthischer Ordnung stehen Holzfiguren der Heiligen Petrus und Paulus. Die beiden Seitenaltäre stammen auch aus Ebensfeld. Der linke enthält eine dreifigurige Kreuzgruppe des frühen 18. Jahrhunderts, der rechte die Muttergottes aus der ersten Hälfte es 18. Jahrhunderts, in einer rundbogigen Nische thronend.